# Matt Dillon
Matt Dillon, właśc. Matthew Raymond Dillon (ur. 18 lutego 1964 w New Rochelle) – amerykański aktor i reżyser filmowy.

## Życiorys

### Wczesne lata
Urodził się w New Rochelle w rodzinie rzymskokatolickiej Paula Dillona, menedżera inwestycyjnego i portrecisty, i Mary Ellen Dillon. Wychowywał się w hrabstwie Westchester wraz z czterema braćmi: starszym Paulem (ur. 1962) oraz młodszymi – Kevinem (ur. 19 sierpnia 1965), znanym z roli Johnny’ego „Dramy” Chase’a w serialu Ekipa, Timothym (ur. 1969) i Brianem (ur. 1972) oraz młodszą siostrą Katy (ur. 1966). Większość jego przyjaciół pochodziło z rodzin dysfunkcyjnych, ale jego rodzice byli szczęśliwym małżeństwem klasy średniej irlandzkich katolików.

### Kariera
Został dostrzeżony przez łowców talentów, którzy podczas pobytu w gimnazjum Hommocks School w poszukiwaniu nowych twarzy do filmu niskobudżetowego Warner Bros. zwrócili na niego uwagę i zaproponowali mu kluczową rolę Richiego White’a w dramacie kryminalnym Jonathana Kaplana Nad krawędzią (Over the Edge, 1979). Jego pozycję w filmowym świecie ugruntowały role zbuntowanych nastolatków w dwóch obrazach Francisa Forda Coppoli z 1983: Outsiderzy (The Outsiders) i Rumble Fish. Szybko okazał się niezwykle wszechstronnym aktorem, który równie dobrze sprawdził się w repertuarze dramatycznym (Miasto gniewu) jak i komediowym (Sposób na blondynkę, O czym marzą faceci). Za najlepszą i najbardziej dojrzałą jego rolę z lat 80. uchodzi jednak kreacja charyzmatycznego przywódcy grupy narkomanów w Narkotykowy kowboj (1989) Gusa Van Santa, uhonorowana w 1990 nagrodą Independent Spirit Award.
W następnej dekadzie równie często pojawiał się na kinowym ekranie. Zagrał m.in. w rozgrywających się w Seattle w czasach triumfu grunge’u Samotnikach (1992), Za wszelką cenę (1995), Białym aligatorze (1996; reżyserski debiut Kevina Spacey) i kryminale Dzikie żądze (1998). W 2002 zadebiutował jako reżyser dramatem kryminalnym Miasto duchów, był także współautorem scenariusza tego filmu. W 2006 za rolę rasistowskiego policjanta w Mieście gniewu zdobył nominację do Oscara. Wcześniej wystąpił w opartym o autobiograficzną prozę Charlesa Bukowskiego Factotum (2005) zagrał Henry’ego Chinaskiego, alter ego amerykańskiego pisarza.
Zasiadał w jury konkursu głównego na 77. MFF w Wenecji (2020).

## Filmografia
- 1979 Over the Edge
- 1983 Wyrzutki (The Outsiders) jako Dallas „Dally” Winston
- 1983 Rumble Fish
- 1984 Chłopak z klubu Flamingo (The Flamingo Kid)
- 1985 Cel (The Target)
- 1989 Drugstore Cowboy
- 1991 Pocałunek przed śmiercią (A Kiss Before Dying)
- 1992 Samotnicy (Singles)
- 1993 Święty z fortu Waszyngtona (The Saint of Fort Washington)
- 1995 Za wszelką cenę (To Die For)
- 1996 Biały aligator (Albino Alligator)
- 1996 W rytmie serca (Grace of My Heart)
- 1997 Przodem do tyłu (In & Out)
- 1998 Dzikie żądze (Wild Things)
- 1998 Sposób na blondynkę (There's Something About Mary)
- 2001 O czym marzą faceci (One Night at McCool's)
- 2002 Miasto duchów (City of Ghosts)
- 2004 Miasto gniewu (Crash)
- 2005 Garbi: super bryka (Herbie – Fully Loaded)
- 2005 Factotum
- 2006 Ja, ty i on (You, Me and Dupree)
- 2008 Cena prawdy (Nothing But the Truth) jako Patton Dubois
- 2009 Opancerzony (Armored) jako Mike Cochnone
- 2013 Sztuka kradzieży (The Art of the Steal) jako  Nicky Calhoun
- 2013 Sunlight Jr. jako Richie
- 2017 W starym dobrym stylu (Going in Style) jako Arlen Hamer
- 2018 Dom, który zbudował Jack (The House That Jack Built) jako Jack